# Janusz Anderman
Janusz Anderman (* 7. April 1949 in Włoszczowa) ist ein polnischer Schriftsteller, Hörspiel- und Drehbuchautor sowie Übersetzer aus dem Tschechischen.

## Leben
Anderman besuchte die Schule in Kielce und legte das Abitur 1967 ab. Anschließend studierte er Slawistik an der Jagiellonen-Universität, wo er 1974 den Magister erwarb. Er debütierte mit der Erzählung Cisza pod powiekami, die 1972 in der Wochenzeitung Politechnik erschien. Nach seinem Studium arbeitete er ab 1974 als Drehbuchautor für die Fernsehstation in Krakau, wo er bereits nach sechs Monaten entlassen wurde. Daraufhin arbeitete er bis 1976 als Reporter für die Zeitschrift Student. Daneben veröffentlichte er seine Texte und Übersetzung u. a. in der Zeitschrift Twórczość und wurde 1978 in den Verband der Polnischen Literaten aufgenommen. Zudem war ab 1978 Redakteur der im Untergrund erscheinenden Zeitschrift Puls. Dem polnischen PEN-Club trat er 1980 bei. Ab August 1980 war er Kommissionsmitglied des Verbandes der Polnischen Literaten für die Zusammenarbeit mit Solidarność und war ab Dezember 1981 Mitorganisator des Hilfskomitees für Internierte (Komitet Pomocy Internowanym). Daraufhin wurde er im Januar 1982 bis Juli in Białołęka interniert. Nach seiner Entlassung publizierte er in den in Paris erscheinenden Zeitschriften Kultura und Zeszyty Literackie. Während seines Aufenthaltes in der BRD und Großbritannien von 1983 bis 1984 arbeitete er mit dem Radio Freies Europa zusammen. Nach seiner Rückkehr publizierte er in unabhängigen Zeitschriften, wie Arka und Kultura Niezależna sowie von 1984 bis 1988 in der Krakauer gesprochenen Zeitschrift NaGłos. Er war 1989 Mitbegründer des Vereins der Polnischen Schriftsteller. Ab 2000 arbeitete er mit der Gazeta Wyborcza zusammen.
Anderman lebt in Warschau.

## Werke

### Prosa
- Zabawa w głuchy telefon, 1976
- Gra na zwłokę, 1979
- Autostop, 1978
- Brak tchu, 1983
- Kraj świata, 1994
  - Randland der Welt, übersetzt von Roswitha Matwin-Buschmann
- Tymczasem, 1998
- Cały czas, 2006
- To wszystko, 2008
- Łańcuch czystych serc, 2012
- Grzybki halucynogenne czyli Między wierszami a brzegiem rozumu, 2013
- Czarne serce, 2015

### Drehbücher
- Śnić we śnie, 1979
- Białe tango, mit Maria Nurowska, 1981
- Choroba więzienna, 1992
- Kraj świata, 1994
- Darmozjad, 1997
- Mój dom: muzyka, 2001
- Mniejsze zło, 2008
- Co ja tu robię? Tadeusz Konwicki, 2009

### Hörspiele
- 1981: Strajk okupacyjny,
- 1985: * Stadion,
- 1988: Kraj świata,

In Deutschland gesendet
- 1982: Zellengenossen – Regie: Klaus Mehrländer (Original-Hörspiel – WDR)
  - Auszeichnung: Hörspiel des Monats Januar 1982
- 1986: Stadion – Regie: Friedhelm Ortmann (Original-Hörspiel – WDR)
- 1993: Hörspiel aus Osteuropa (Polen): Aus der Vogelperspektive – Regie: Klaus-Dieter Pittrich (Original-Hörspiel – WDR)

### Dramen
- Oświadczenie, mit Sławomir Mrożek, 2001
- Dzień przed zachodem, 2003
- Gra na złowkę, 2006
- Fotografie, 2009
- Pociągi pod specjalnym nadzorem, 2017

### Publizistik
- Fotografie, 2002
- Największy słoń na świecie, 2003
- Nowe fotografie, 2007

### Übersetzungen
- Ladislav Smoček: Piknik, 1977
- Ladislav Smoček: Dziwne popołudnie dra Burkego, 1978
- Ladislav Fuks: Palacz zwłok, 1979
- Vlastimil Venclík: Domowy spektakl, 1979
- Bohumil Hrabal: Sprzedam dom, w którym już nie chcę mieszkać, 1981
- Martin Harniček: Mięso, 1985
- Ivan Klíma: Ława przysięgłych, 1987

## Auszeichnungen
- 1981: Kościelski-Preis